# Jan Evangelista Purkyně
Jan Evangelista Purkyně (o Johannes Evangelista Purkinje; Libochovice, 17 dicembre 1787 – Praga, 28 luglio 1869) è stato un anatomista, neurofisiologo e biologo ceco.

## Biografia

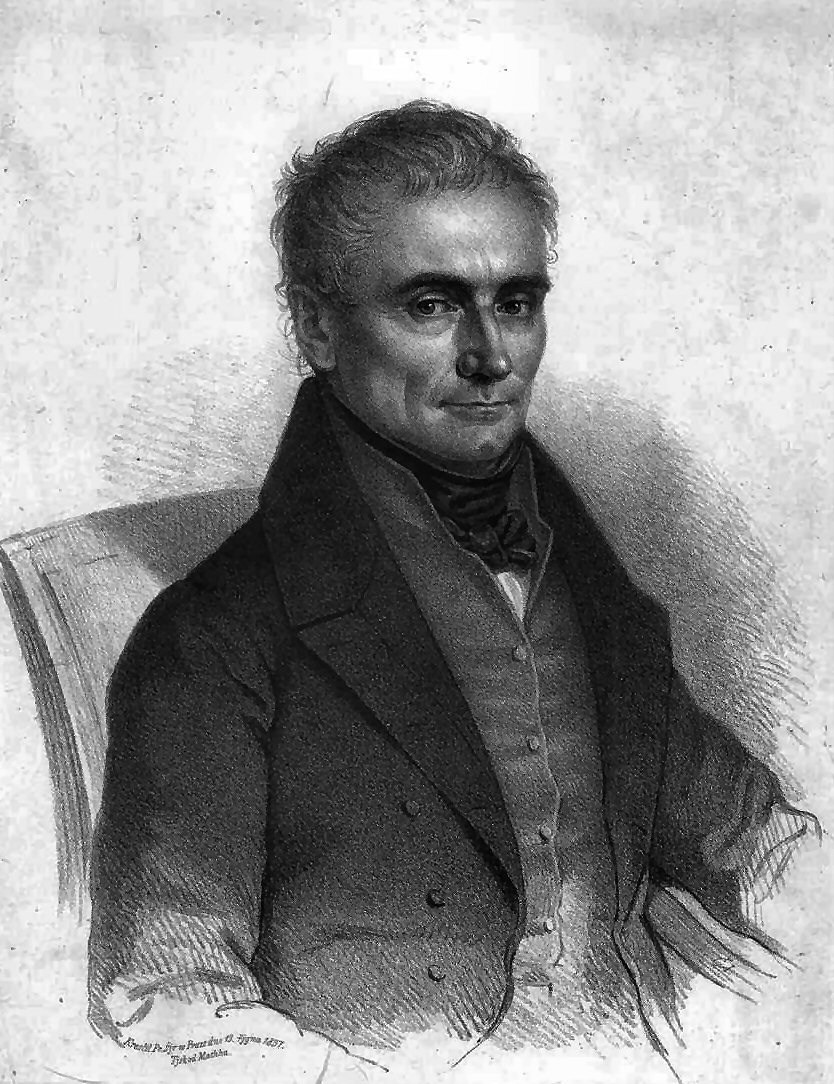
Ritratto giovanile di Jan Evangelista Purkyně

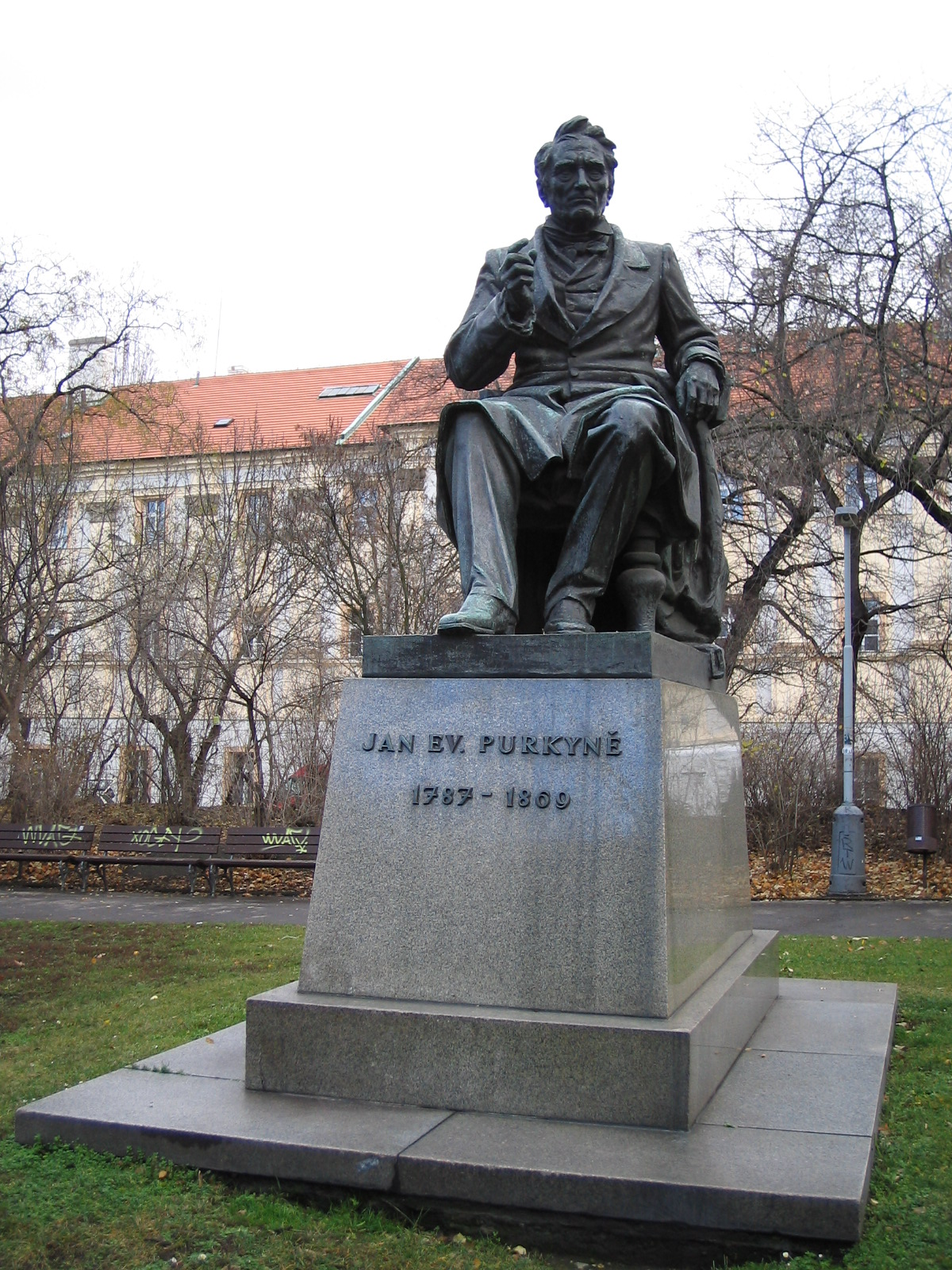
Praga, Monumento a Jan Evangelista Purkyně

Originario della Boemia occidentale (attuale Repubblica Ceca), studiò medicina all'università di Praga, laureandosi nel 1819. Rinunciò progressivamente all'esercizio della medicina clinica per dedicarsi alla ricerca in neurobiologia, disciplina che a quei tempi muoveva i primi passi. Divenne nel 1823 professore di patologia e fisiologia all'Università di Breslavia, in Prussia, dove nel 1839 fondò il primo laboratorio di fisiologia in senso assoluto. Si trasferì in seguito a Praga.
Il contributo portato alle scienze biomediche da Purkyně è stato straordinario. Purkyně tuttavia fu un uomo di una grande erudizione: parlava 13 lingue e ha tradotto in lingua ceca anche numerose opere letterarie, come alcune opere di Goethe e di Schiller.

## Opera
Jan Purkyně effettuò numerosi esperimenti sugli organi di senso soprattutto su se stesso, considerati fra i lavori fondamentali della psicologia sperimentale e della neurofisiologia. Le sue ricerche più note hanno riguardato il sistema nervoso. Gli si deve: 
1. la scoperta delle cellule di Purkinje del cervelletto;
2. la scoperta delle fibre di Purkinje cardiache (1839), la cui funzione fu tuttavia scoperta solo nel 1906 dal giapponese Sunao Tawara;
3. l'introduzione in biologia dei termini «plasma» e «protoplasma»;
4. l'introduzione del microtomo in biologia;
5. studi farmacologici sugli effetti della belladonna, della canfora e dell'oppio;
6. lo studio dei tubuli seminiferi nel testicolo umano;
7. lo studio delle ghiandole sudoripare;
8. la scoperta, nel 1823, che le impronte digitali potevano essere utilizzate per identificare gli individui;
9. l'azione proteolitica degli enzimi pancreatici;
10. numerosi studi sull'occhio e la visione in generale di cui la scoperta del cosiddetto «effetto Purkyně», l'adattamento della pupilla alla luce

## Scritti
- Beiträge zur Kenntnis des Sehens in subjectiver Hinsicht (Nuovi contributi soggettivi sulla visione). Praga, 1818
- Beobachtungen und Versuche zur Psychologie der Sinne (Osservazioni e ricerche sperimentali sulla fisiologia degli organi di senso). Berlin: Reimer, 1823-26
- Symbolae ad ovi avium historiam ante incubationem,  Adjectae sunt tabulae duae lithographicae (Simboli per la storia dell'uovo degli uccelli prima dell'incubazione, con due litografie in appendice). Lipsiae: sumptibus Leopoldi Vossii, 1830
- "Mikroskopisch-neurologische Beobachtungen" (Osservazioni microscopico-neurologiche), Arch Anat Physiol Wiss Med 12 (1845) 281
- Opera selecta (Opere scelte). Praga 1848
- Gesammelte Schriften (Scritti scelti). Lipsia, 1879
- Opera omnia. 12 Voll., Praga, 1919–1973